# Natividad (Pangasinán)
Natividad  (Bayan ng  Natividad - Ili ti Natividad) es un municipio filipino de cuarta categoría, situado en la isla de Luzón. Forma parte de la provincia de Pangasinán situada en la Región Administrativa de Ilocos, también denominada Región I.

## Geografía
Situado en el este de la provincia siendo fronterizo con la de Nueva Écija. Linda al norte con San Nicolás; al sur con San Quintín; y al este con Tayug.

### Barangays
El municipio de Natividad se divide, a los efectos administrativos, en 18 barangayes o barrios, conforme a la siguiente relación:
| - Barangobong - Batchelor del Este - Batchelor del Oeste - Burgos (San Narciso) | - Cacandungán - Calapugán - Canarem - Luna - Población (Este) | - Población (Oeste) - Rizal - Salud - San Eugenio - San Macario del Norte | - San Macario del Sur - San Máximo - San Miguel - Silag |  |

## Historia
Municipio creado el 7 de marzo de  1902 durante la Ocupación estadounidense de Filipinas.

## Patrimonio
La iglesia parroquial católica bajo la advocación de La Natividad de Nuestra Señora data de 1942 y hoy se encuentra bajo la jurisdicción de la diócesis de Urdaneta en la Arquidiócesis  de Lingayén-Dagupán.	